# Jacques Hochmann
Jacques Hochmann (Saint-Étienne, 1934) és un psiquiatre i psicoanalista francès especialitzat en el camp de la infància, especialment l'autisme.
És professor emèrit a la Universitat de Lió I - Claude-Bernard, membre honorari de la Societat Psicoanalítica de París i doctor honoris causa dels hospitals de Lió, membre de l'Acadèmia de Ciències, Lletres i Belles Arts de Lió.

## Carrera
Abans de practicar la psicoanàlisi i la psiquiatria, Jacques Hochmann es va orientar primer en la neurociència i volia practicar la medicina experimental mentre es formava en neurologia i psiquiatria. Després va treballar en criminologia, especialment amb adolescents delinqüents. Va ser després que va poder anar als Estats Units, on va conèixer les idees de Carl Rogers directament d'ell. També a Amèrica es va trobar amb els inquilins de l'Escola de Palo Alto i va aprendre sobre la dinàmica del grup en l'orientació de Kurt Lewin.
Va passar la major part de la seva carrera a Lió, on va ser professor universitari de psiquiatria infantil. Va crear i dirigir a Villeurbanne l'ITTAC (Institut per al tractament dels trastorns de l'afectivitat i de la cognició), un centre públic per a l'atenció ambulatòria psiquiàtrica per a nens i adolescents, on va organitzar, en particular, un servei atenció d'educació especial i suport a la integració social i escolar per a joves amb trastorn generalitzat del desenvolupament (TGD). Ha contribuït significativament al desenvolupament de la psiquiatria d'àrea i ha escrit nombrosos articles i llibres sobre l'atenció psiquiàtrica, l'autisme i la història de la psiquiatria.
Com a psicoanalista, es va interessar per l'aplicació de la psicoanàlisi a l'estudi dels textos literaris.

## Publicacions
- La relation clinique en milieu pénitentiaire, Paris, Masson & Cie Éditeurs, 1964
- Pour une psychiatrie communautaire, Paris, Le Seuil, 1971.
- Pour soigner l'enfant psychotique, Toulouse, Privat, 1984, ISBN 2708973215.
- Esprit, où es-tu ? Psychanalyse et neurosciences, Paris, Éditions Odile Jacob, 1991, ISBN 2738103987 (amb Marc Jeannerod).
- L'institution sans institution, Cahiers de l'IPC, n°1, pàgines 33-42, 1985, ISBN 9782749209463
- La Consolation, Paris, Paris, Ed. Odile Jacob, 1994, ISBN 2738102662.
- Psychanalyse, neuro-sciences, cognitivismes, Paris, PUF, «Débats de psychanalyse Monographies RFP», 1997.
- Pour soigner l'enfant autiste, Paris, Ed. Odile Jacob, 1997, ISBN 2738124429. - reed. 2013, ISBN 9782738130082.
- Autismes de l'enfance, Paris, PUF, «Monographies de psychanalyse», 1997.
- Histoire de la psychiatrie, Paris, PUF, «Que sais-je ?», 2004, ISBN 2130586481.
- Histoire de l'Autisme, Paris, Ed. Odile Jacob, 2009, Prix Demolombe 2010 de l'Académie des Sciences morales et politiques, ISBN  2738121535.
- Trente années de psychiatrie lyonnaise. En l'honneur du professeur Jean Guyotat, Césura, Lyon, 1991
- Une histoire de l'empathie: Connaissance d'autrui, souci du prochain, Odile Jacob, 2012 ISBN 2738127924
- Les antipsychiatries, une histoire, Paris, Odile Jacob, 2015
- La Psychiatrie pour les Nuls, Paris, First Éditions, 2015

## Declaració de posició
Jacques Hochmann pren una postura en el context d'una batalla ideològica contra l'autisme a escala internacional, especialment a França. Es manifesta obertament per a la defensa de la psicoanàlisi aplicada a l'autisme, contra la militància d'associacions franceses de pares de nens autistes que els acusa de «pensament totalitari» i «caricatura de la psicoanàlisi», i contra la de les pròpies persones autistes, a qui els acusa del comunitarisme i de promoure l'afirmació de la condició autista com a vestimenta social.